# Повча
По́вча — село в Україні, у Повчанській сільській громаді Дубенського району Рівненської області. Населення становить 718 осіб.

## Географія
Село дало назву Повчанській височині, у центрі якої воно знаходиться. У селі є витоки річки Повчанки.

## Історія
Містечко вперше згадується 1583 після третьої адміністративної реформи Волинського воєводства Речі Посполитої. Значними землями тут володіли українські магнатські роди Сангушків та Борятинських[джерело?].
У 1827 році князем Михайлом Любомирським був побудований Свято-Троїцький храм.  
В 1906 році село Вербівської волості Дубенського повіту Волинської губернії. Відстань від повітового міста 25 верст, від волості 15. Дворів 220, мешканців 1356.
7 (20) листопада 1917 року, відповідно до Третього Універсалу Української Центральної Ради, увійшло до складу Української Народної Республіки.
З 1919 — окупація Польщі, воно включено до Вербської ґміни. Після Московського пакту Молотова — Ріббентропа 1939 село захопили сталінські війська. Воно включено до адміністративних структур маріонеткової Української РСР. Місцеві поляки зазнали масових та систематичних репресій з боку СРСР.
З 1941 у складі провінції Волинь-Поділля (нім. Wolhynien-Podolien) Райхскомісаріату Україна (нім. Reichskommissariat Ukraina), Німеччина. Проте вже з 1942 німецька влада у селі була номінальною — тут почали діяти загони УПА, які встановлювали тут революційну місцеву адміністрацію. Цьому чинили опір етнічні поляки та терористичні групи Армії Крайової, різноманітні банди. Під час українсько-польської війни, яка спалахнула 1943 в умовах німецької окупації, у селі загинув православний священик, настоятель Свято-Троїцького храму УАПЦ.
Після Другої світової війни село перебувало на території театру воєнних дій УПА. З 1950-тих тут почали діяти комуністичні господарства з примусовим типом роботи (колгоспи).
З 1991 — у складі самостійної України.
Весною 2018 року стало центром Повчанської ОТГ.
12 червня 2020 року, відповідно до розпорядження Кабінету Міністрів України № 722-р від «Про визначення адміністративних центрів та затвердження територій територіальних громад Рівненської області», увійшло до складу Повчанської сільської громади.
19 липня 2020 року, в результаті адміністративно-територіальної реформи та ліквідації Дубенського (1939—2020) району, село увійшло до складу Дубенського району.

## Населення
За переписом населення 2001 року в селі мешкало 718 осіб.

### Мова
Розподіл населення за рідною мовою за даними перепису 2001 року:
| Мова       | Відсоток |
| ---------- | -------- |
| українська | 99,16 %  |
| російська  | 0,84 %   |

## Бібліотека
Публічно-шкільна бібліотека-філіал Повчі знаходиться на території Повчанської сільської ради. Бібліотека обслуговує 500 читачів. Книжковий фонд — близько 16 тис. примірників. Пріоритетами в роботі бібліотеки є створення інформаційного простору, виховання культури читання, дослідження та вивчення історії і сьогодення рідного краю, удосконалення традиційних та освоєння нових технологій в роботі бібліотеки.

## Відомі уродженці
- Міщук Тарас — бронзовий призер, веслувальник-каноїст на Олімпійських іграх 2016 року.

## Зображення

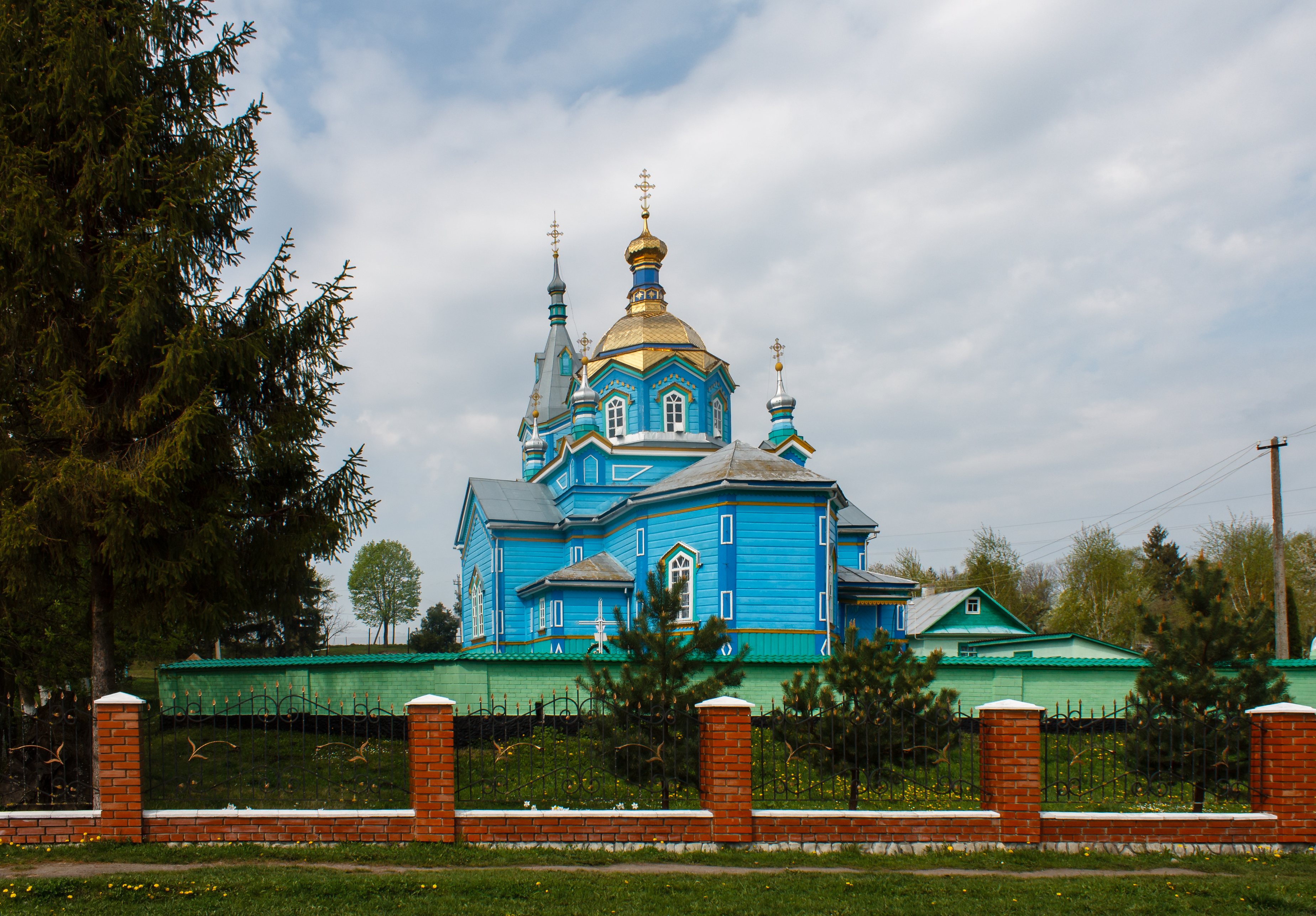
Церква Святої Трійці, дерев'яна, 1896
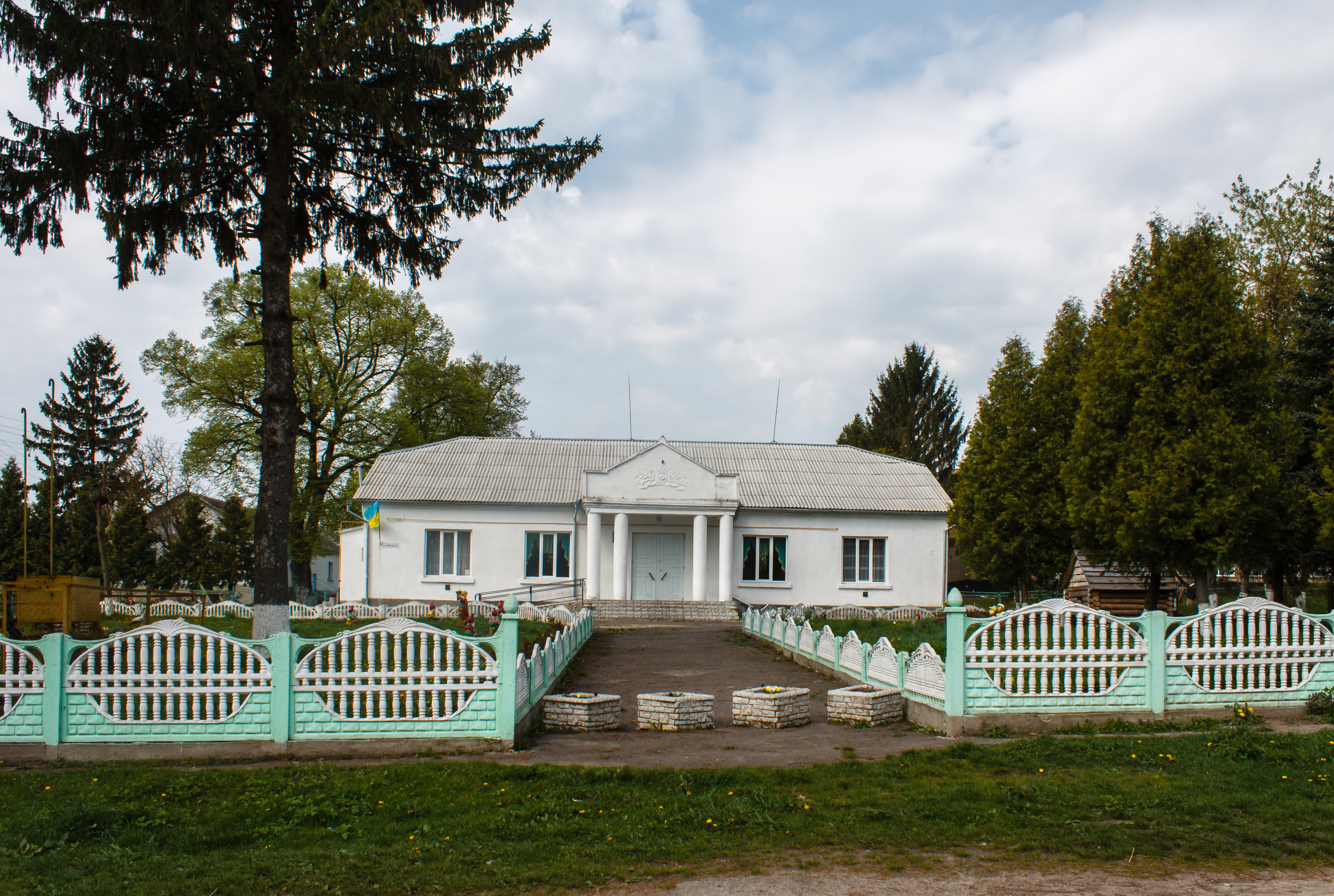
Будинок культури села Повча
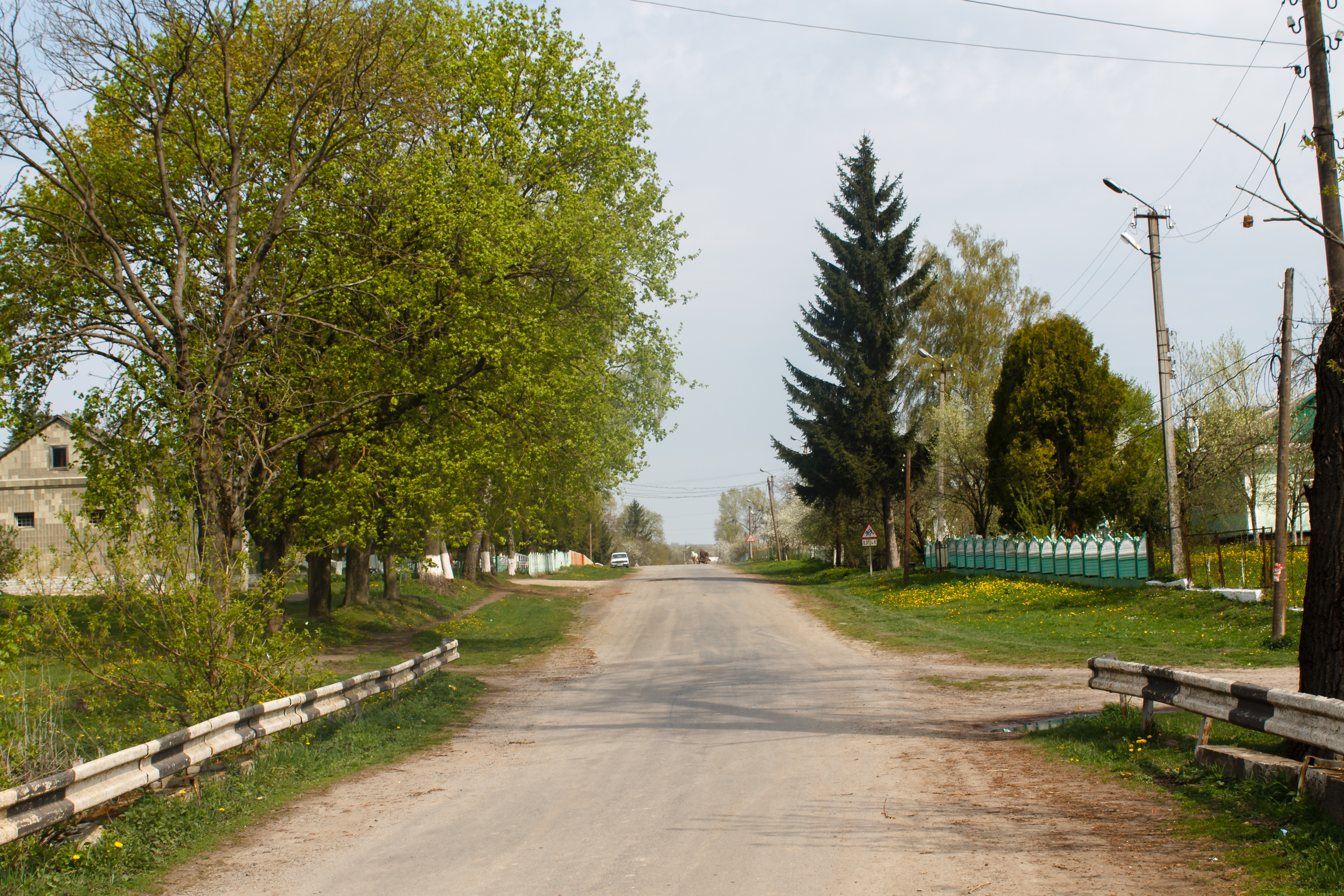
Центральна вулиця села Повча
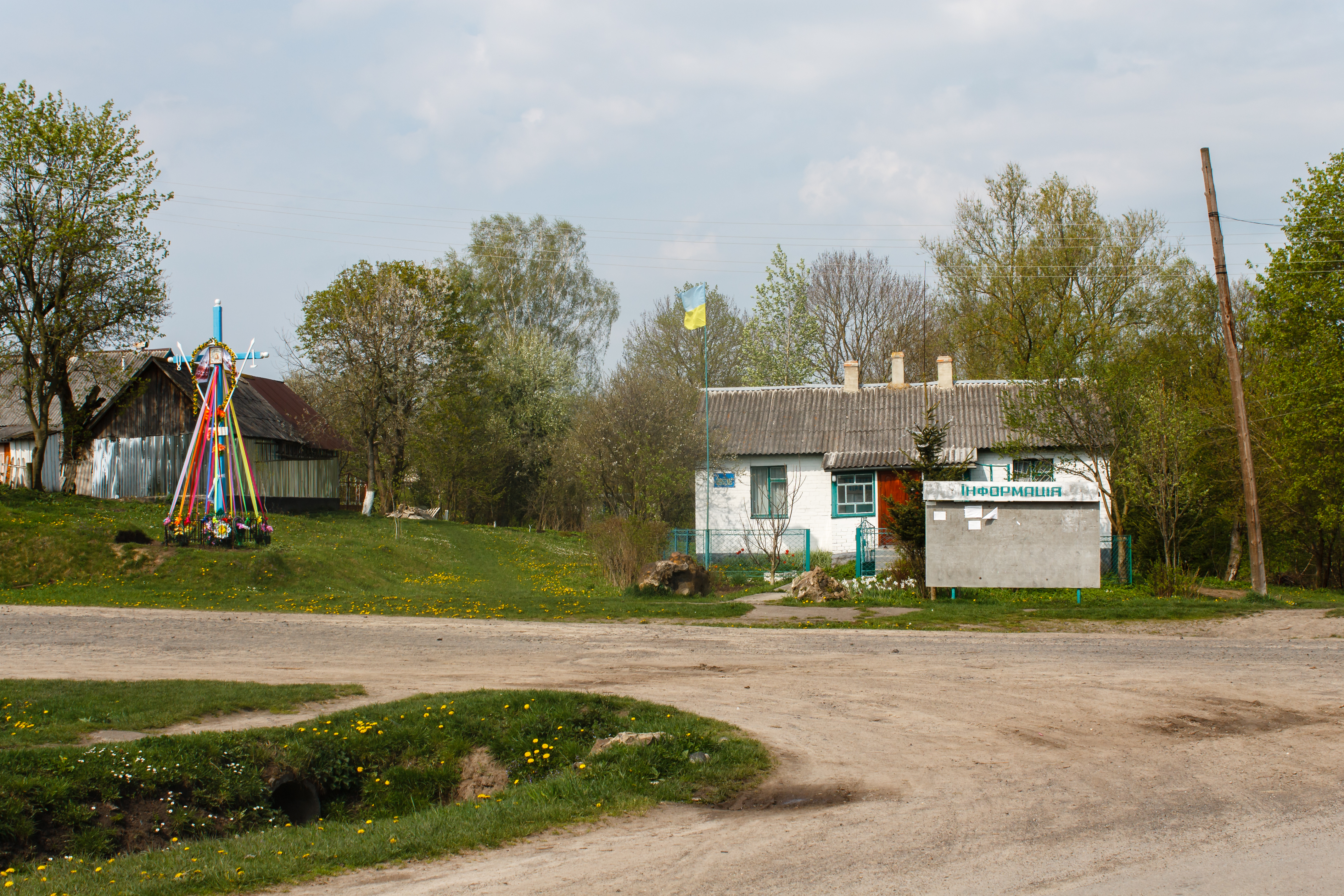
Будинок сільської ради
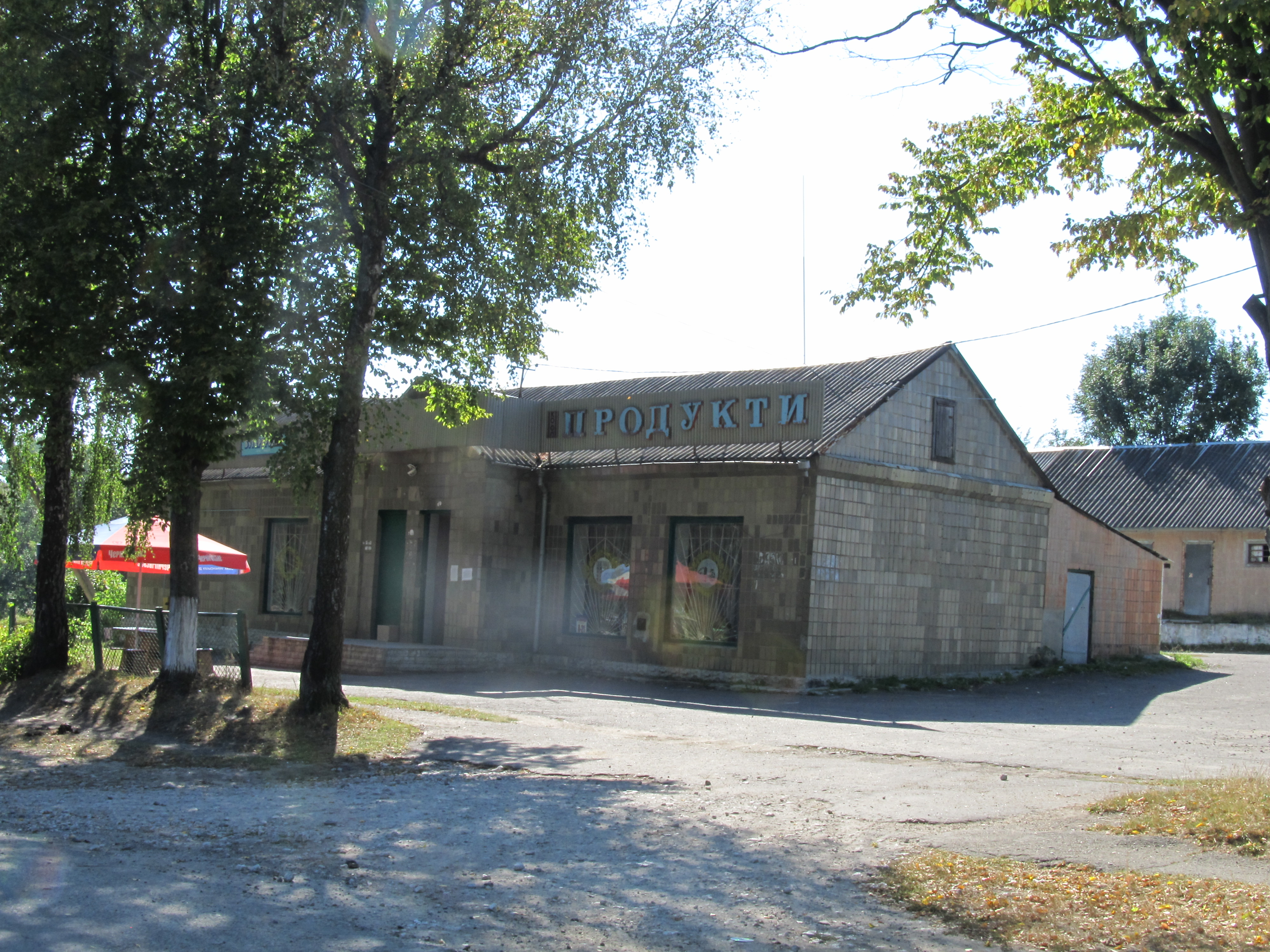
Магазин в центрі села